# Radio Cross
『Radio Cross』（れでぃおくろす）は、2011年10月18日から2012年9月25日まで超!A&G+で放送されていたラジオ番組。パーソナリティは矢作紗友里と佐倉綾音。

また復活版として、2014年10月4日から2014年12月27日までラジオ番組『A&G 超RADIO SHOW〜アニスパ!〜』内のフロート番組形式で『Radio Cross Returns』（れでぃおくろすりたーんず）が放送された。こちらのパーソナリティは矢作紗友里のみ。

## 概要
ドラマCD「Quad Cross」を盛り上げる番組。「Quad Cross」の中で、矢作は「蒼穹ステラ」、佐倉は「花音サシャ」を演じる。
基本的に、矢作にベタベタくっつくボケ役の佐倉をツッコミ役の矢作が冷たくあしらうというスタイルで番組が行われるが、時々矢作からの「反撃」が行われる。
時折、番組の企画として英語禁止放送が行われるが、その際にはタイトルの「Radio Cross」も使えなくなるため、「無線十字架」タイトルのジングルも用意されている。
「Radio Cross Returns」では、矢作紗友里をメインパーソナリティに、佐倉綾音、早見沙織などドラマキャストが代わる代わる出演。。
コーナーは「Radio Cross」のものをほぼ踏襲していた。

## コーナー
- 1クール（3か月）に一回「Quad!○（季節）のコーナー祭り」と称してコーナーを4つずつ増やすため、非常にコーナー数が多い。第47回の番組終了報告の時点では同時に11個のコーナーが存在していた。
- 「クロス〜」「ブロ女〜」以外のコーナーは、『リスナーからのメールが少ないと消滅する』というルールであった。
- 第47回の冒頭で番組終了が報告された際に、番組終了までにすべてのコーナーを終了させることが報告された。

クロス・ジェネレーション
初期から行われているコーナー。7歳離れている2人のうち、片方だけが知っていて片方は知らないこと・ものについてトークする。2人の年齢的に「昭和」か「平成」どちらかに偏る場合が多い。
ブロ女体験入学
初期から行われているコーナー。『Quad Cross』の舞台であるブロッサムベリー大学付属女子高等学校、通称ブロ女に体験入学するという設定で、「学校」にまつわること（給食を食べる・抜き打ちテストなど）を行う。
心のほころび
初期から行われているコーナー。当初はリスナーから寄せられた心の傷やトラウマを2人が救済するコーナーだったが、まともに答えないことが多かった。
コーナーの始めはどちらかがシリアスな台詞を読み、どちらかがテンション高く割り込むという始まり方。
「クロス・ジェネレーション」「ブロ女体験入学」に押され、コーナー自体が行われないことが多かった。
起きて!眠り姫!!
第14回の新コーナー祭りで登場。矢作が「眠り姫」となり、リスナーから送られてきた「面白い話や一発ギャグなど」のいわゆるネタメールを佐倉が読み矢作を起こそうというもの。
佐倉はネタを読んだ際に噛むことで滑ってしまうことを嫌がっており、第22回のホワイトデー企画で当てた「コーナーを1つ無くす権」をこのコーナーに使ったことにより終了。
企画紹介の時を除くとたった1回しか行われなかった。
探せば見える見えないもの。
第14回の新コーナー祭りで登場。なかなか見えないもの＝レアなものを写真で送ってもらう。　第48回の放送で終了。
おいで、代永くん!!
第14回の新コーナー祭りで登場。「Quad Cross」中に代永翼が演じる謎の少年の「おいで」という一言が印象が強いということから、『「いらない」「なくなってほしい」というものを作中で表される「あちらの世界」に送り込んでもらおう』というもの。2人が同意した場合、押すと「おいで」という声が流れるボタンを2人が押す。後述の「くぅださいな♪ 代永くん!!」と入れ替わる形で終了。
佐倉さんひくわー!
第14回の新コーナー祭りで登場。トーク中に生まれた言葉「佐倉さんひくわー！」に合うような、『こんな佐倉綾音は嫌だ』というものを送ってもらう。「ひくわー」のイントネーションは、主に「ひ→く↑わー↑」である。
告ッター（つげったー）
第25回の新コーナー祭りで登場。間島淳司が演じている、謎めいたキャラクター・告文ガブリエルがツイッターをしていたらつぶやいていそうなことを発表するというネタコーナー。間島本人がつぶやいてそうな事でもOKである。コーナー開始当初に間島が代打パーソナリティで訪れたときに行われ、その後も何度か行われたが「オリジナル（＝間島本人）を越えることはない」とされ終了。
同調（シンクロ）!!
第25回の新コーナー祭りで登場。番組内でよくやる「シンクロ！」という行動から、「●●といえば?」という質問を募集し、 2人の答えがあえば、「同調（シンクロ）!!!」とオープニングの前に叫べるというコーナー。後半は、シンクロがあまりできずコーナー廃止の危機があった。 元ネタはテニスの王子様。
佐倉綾音・矢作紗友里の自由型〜!
第25回の新コーナー祭りで登場。佐倉・矢作のどちらかが、 エンディングの後の2人が1分程度フリートークをする（トークをする方の名前がコーナー名になる）。元ネタは、Quad Crossにも出演している早見沙織がパーソナリティで、当番組の直後に放送される早見沙織のふり〜すたいる♪。第26回〜第32回まで毎回行われていたが、その後行われなくなり、第37回の新コーナー祭りにおいて終了が発表されたものの、第45回、第50回でコーナーが復活した。
私がおばあちゃんになっても
第25回の新コーナー祭りで登場。矢作が森高千里の歌う「私がオバさんになっても」を好きだと言ったことがきっかけ生まれたコーナー。矢作が「人生の大先輩・矢作おばあちゃん」となり、 リスナーのお悩みに答えてもらうというコーナーである。「七人の矢作パイセン」に発展させる形で終了。
くぅださいな♪代永くん!!
第34回で登場。「Quad Cross」中に代永翼が演じる謎の少年の「くぅださいな♪」という一言が印象が強いということから、『この世にあるもの、ないもの。とにかく欲しいものをもらおう』というもの。欲しいものを言った後に「くぅださいな♪」の音声が流れる。しかし、2人が代永の物まねをしながらメールを読むだけのコーナーとなっている。第48回の放送で終了。
佐倉綾音の1人でご飯たべるかな?
第37回の新コーナー祭りで登場。『「ぼっち飯（1人で食事をすること）」でおなじみ』とされている佐倉のように、リスナーの「ぼっち飯」を報告してもらうコーナー。写真添付が推奨されている。元ネタは『花澤香菜のひとりでできるかな?』。矢作により「ひとかな?のコーナー」と呼ばれる。第48回の放送で終了。
七人の矢作パイセン
第37回の新コーナー祭りで登場。上記の「私がおばあちゃんになっても」を発展させたコーナー。矢作が老人キャラだけでなくザビーなど、いろいろなキャラクターで悩みの解決する。
第50回（最終回）までにすべての企画を終了させるため、七人登場する前に第47回の放送で終了。
Lily Blossom 淋しい百合の花
第37回の新コーナー祭りで登場。元は放送作家がコーナー名だけ考えたコーナーであった。コーナー名は、2人の名前に入っている百合と桜から。少女漫画によく見られるような「○○さん」「お姉さま」で呼び合う姉妹に扮し、他愛もない会話やキーワードトークを披露するコーナー。第48回の放送にてわずか3回で終了。
あちら側の世界
第37回の新コーナー祭りで登場。「クロス〜」のテーマが「都市伝説」だった時に、大盛り上がりしたことから発展したと思われるコーナー。単純に怖い話を読むだけなのだが、矢作と番組スタッフが佐倉に様々ないたずらを仕掛け、そのリアクションを楽しむコーナーとなっている。
第50回（最終回）までにすべての企画を終了させるため「七人の矢作パイセン」と共に第47回の放送で終了。
これらに加えて一般的なふつおたコーナーとタイトルはついていないが、佐倉がふつおたコーナーの最初に「（早口言葉）。花音サシャ役の佐倉綾音です。」というフレーズ3回繰り返すというのが恒例であったが、後に早口言葉の部分はなくなった。

## ゲスト
以下「Radio Cross」
- #23（2012年3月20日） - 早見沙織
- #28（2012年4月24日） - 間島淳司（佐倉が風邪で欠席のため代打MCとして）
- #49（2012年9月18日） - 鷲崎健（リスナー代表として）

以下「Radio Cross Returns」
- #1（2014年10月4日）、#2（2014年10月11日） - 佐倉綾音
- #3（2014年10月18日）、#4（2014年10月25日） - 早見沙織
- #5（2014年11月1日）、#6（2014年11月8日） - 間島淳司
- #7（2014年11月15日）、#8（2014年11月22日） - 佐倉綾音
- #9（2014年11月29日）、#10（2014年12月6日） - 伊瀬茉莉也
- #11（2014年12月13日）、#12（2014年12月20日） - 代永翼
- #13（2014年12月27日） - 佐倉綾音